# 斯凱爾涅維采省
斯凱爾涅維采省（województwo skierniewickie）是波蘭歷史上的一個省，始於1975年。1999年1月1日被併入羅茲省和馬佐夫舍省。
1998年面積3,959平方公里。人口423,700人。首府斯凱爾涅維。